# Sergej Ryzjikov (voetballer)
Sergej Viktorovitsj Ryzjikov (Russisch: Серге́й Викторович Рыжиков) (Sjebekino, 19 september 1980) is een Russisch voormalig voetballer die speelde als doelman. Tussen 1999 en 2021 was hij actief voor Saljoet Belgorod, FK Satoern, Anzji Machatsjkala, Lokomotiv Moskou, Tom Tomsk, Roebin Kazan, Krylja Sovetov Samara en FK Tambov. Ryzjikov maakte in 2011 zijn debuut in het Russisch voetbalelftal.

## Clubcarrière
Ryzjikov speelde tussen 1999 en 2005 voor diverse kleinere clubs in Rusland, namelijk voor Saljoet Belgorod, FK Satoern en Anzji Machatsjkala. In 2006 tekende de doelman bij Lokomotiv Moskou, dat hem tevens nog een tijdje op huurbasis stalde bij Tom Tomsk. Zijn echte doorbraak als vaste eerste doelman van een club kwam daarna, toen hij bij Roebin Kazan tekende. Ryzjikov werd direct gekozen tot eerste doelman en hij werd in zowel 2008 als 2009 landskampioen en daarmee kwalificeerde het zich tevens voor de UEFA Champions League, waarin tegen onder meer FC Barcelona en Internazionale werd gespeeld. In 2010 en 2012 kroonde Roebin met Ryzjikov als doelman ook nog tot winnaar van de Russische supercup. In de zomer van 2018 verkaste de doelman naar Krylja Sovetov Samara, waar hij zijn handtekening zette onder een verbintenis voor de duur van twee seizoenen. Hierna ging de doelman nog een jaar voor FK Tambov spelen. Begin 2021 besloot Ryzjikov op veertigjarige leeftijd een punt te zetten achter zijn actieve loopbaan.

## Interlandcarrière
Ryzjikov debuteerde in het Russisch voetbalelftal op 29 maart 2011. Op die dag werd een vriendschappelijke wedstrijd tegen Qatar met 1–1 gelijkgespeeld. Mohammed Kasoula opende de score namens de Qatarezen en Roman Pavljoetsjenko tekende voor de gelijkmaker. Ryzjikov mocht van bondscoach Dick Advocaat in de basis beginnen en hij werd in de rust gewisseld ten faveure van Vjatsjeslav Malafejev. De andere debutanten dit duel waren Jevgeni Makejev (Spartak Moskou), Denis Gloesjakov (Lokomotiv Moskou) en Aleksej Ionov (Zenit Sint-Petersburg). Ryzjikov werd in 2014 opgenomen in de Russische selectie voor het WK in Brazilië. Tijdens dit toernooi werd Rusland in de groepsfase uitgeschakeld en Ryzjikov kwam niet in actie.
| Interlands van Sergej Ryzjikov voor Rusland | Interlands van Sergej Ryzjikov voor Rusland | Interlands van Sergej Ryzjikov voor Rusland | Interlands van Sergej Ryzjikov voor Rusland | Interlands van Sergej Ryzjikov voor Rusland | Interlands van Sergej Ryzjikov voor Rusland | Interlands van Sergej Ryzjikov voor Rusland |
| №                                           | Datum                                       | Wedstrijd                                   | Uitslag                                     | Competitie                                  | Goals                                       |                                             |
| Als speler bij Roebin Kazan                 | Als speler bij Roebin Kazan                 | Als speler bij Roebin Kazan                 | Als speler bij Roebin Kazan                 | Als speler bij Roebin Kazan                 | Als speler bij Roebin Kazan                 | Als speler bij Roebin Kazan                 |
| ------------------------------------------- | ------------------------------------------- | ------------------------------------------- | ------------------------------------------- | ------------------------------------------- | ------------------------------------------- | ------------------------------------------- |
| 1                                           | 29 maart 2011                               | Qatar – Rusland                             | 1 – 1                                       | Vriendschappelijk                           |                                             |                                             |